# 紐波特 (緬因州普查規定居民點)
紐波特（英語：Newport）是位於美國緬因州佩諾布斯科特縣的一個普查規定居民點。

## 人口
根據2020年美國人口普查的數據，紐波特的面積為12.61平方千米，當中陸地面積為9.11平方千米，而水域面積為3.50平方千米。當地共有人口1690人，而人口密度為每平方千米134.02人。